# LaserLock
LaserLock (Candado o bloqueo de láser) es una tecnología de protección de copia creada por la empresa MLS LaserLock International Inc. introducida en 1995, que provee herramientas para evitar la copia de información en formatos ópticos, utiliza una combinación de software de cifrado y una marca de láser en la superficie óptica del disco.

## Implementación
LaserLock usa una herramienta propietaria para insertar el código de protección en un archivo ejecutable dentro del disco, como consecuencia de esta inserción, el archivo queda cifrado; este archivo, encargado de buscar la marca física en el disco, está protegido por varias capas con el fin de evitar la depuración de su código, haciendo muy difícil el uso de ingeniería inversa.
El archivo de cifrado puede ocupar desde 20 MB, para un CD-ROM, hasta 40 MB para un DVD-ROM, que puede ser reducido hasta 5 MB en casos especiales.

## Funcionamiento
En la práctica, el LaserLock sirve para identificar si el disco donde se encontraba el archivo originalmente está insertado dentro de la computadora, pudiendo hacer esta revisión periódicamente, o solamente una vez durante la instalación de este programa; mostrando una ventana de error en caso de que el disco no estuviera.
Cuando se intenta copiar el disco con contenido cifrado, el programa usado para el copiado dará un error acerca de la protección del CD, o en dado caso que se llegase a copiar la información, el resultado tendrá un comportamiento inestable, y en muchos casos tendrá sectores defectuosos que hagan imposible su uso sin el disco original.

## Juegos que contienen esta protección
A continuación se enlistan algunos de los juegos que contienen este tipo de protección, sin embargo, este método puede ser insertado en cualquier aplicación windows de 32 bits.
- Asghan: The Dragon Slayer
- Axis
- Axis & Alies
- Baldur's gate 2: Throne of Bhaal
- Cold war conflicts
- Cossacks: European wars
- Descent 3
- Desperados
- Dino crisis
- Evolva
- Fallout
- Fargate
- Ford racing 2001
- Hugo 8
- Icewind dale
- Imperium
- Invictus: In the shadow of Olympus
- Ironstorm (Alemán)
- Jagged alliance 2
- Kicker 2 fussball manager
- Kingpin
- Magic & Mayhem 2: The art of magic
- MDK2
- Messiah
- Metro police
- Midnight racing
- New world over
- Original war
- Outcast
- Post mortem
- Rayman 2: The great scape
- Real war
- Scart 3000
- Skat 3000
- Spec ops
- Tennis master series 2003
- Test drive 6
- UEFA challenge